# Tayshaneta devia
Espèce
Synonymes
- Leptoneta devia Gertsch, 1974
- Neoleptoneta devia (Gertsch, 1974)

Tayshaneta devia est une espèce d'araignées aranéomorphes de la famille des Leptonetidae.

## Distribution
Cette espèce est endémique du Texas aux États-Unis. Elle se rencontre dans les grottes Schulze Cave (MacDonald Cave), Stovepipe Cave et Moonmilk Cave et à la surface à l'entrée de la Tooth Cave, à Brewpot Sink et à Hammett’s Crossing dans le comté de Travis et dans la Village Idiot Cave dans le comté de Williamson.

## Description
La femelle holotype mesure 1,3 mm et le mâle décrit par Ledford et al. en  2012 mesure 1,4 mm. Cette araignée est troglophile.

## Publication originale
- Gertsch, 1974 : The spider family Leptonetidae in North America. Journal of Arachnology, vol. 1, no 3, p. 145-203 (texte original).